# Guofang Hotel
Le Guofang Hotel  (国芳大酒店/兰州国际博览中心二期) appelé aussi Lanzhou Kuniyoshi Parkson  est un gratte-ciel de 162 mètres de hauteur maximale et structurale construit à Lanzhou en Chine en 2008.
La hauteur du toit est de 144 mètres.
Il abrite un hôtel sur 39 étages pour une surface de plancher de 77 475 m².